# Давудабад
Давудаба́д (перс. داودآباد‎) — небольшой город на западе Ирана, в провинции Меркези. Входит в состав шахрестана  Эрак . По данным переписи, на 2006 год население составляло 5 517 человек.
Давудабад — значимый региональный сельскохозяйственный центр, основной отраслью которого является овцеводство.

## География
Город находится в южной части Центрального остана, в горной местности, на высоте 1 674 метров над уровнем моря.
Давудабад расположен на расстоянии приблизительно 25 километров к северо-востоку от Эрака, административного центра провинции и на расстоянии 200 километров к юго-западу от Тегерана, столицы страны.